# NGC 4710
NGC 4710 este o edge-on galaxy⁠(d) situată în constelația Părul Berenicei. A fost descoperită în 21 martie 1784 de către William Herschel. Se află la o distanță de 16,5 megaparseci de Pământ.